# حسن أباد تشاروق (سياه منصور)
حسن أباد تشاروق (بالفارسية: حسن‌آباد چاروق) هي قرية تقع في إيران في قسم سیاه منصور الريفي. يقدر عدد سكانها بـ 105 نسمة بحسب إحصاء 2016.